# کینگ استرندیل
کینگ استرندیل (به انگلیسی: King Sterndale) یک روستا و محله مدنی در بریتانیا است که در High Peak واقع شده‌است. کینگ استرندیل ۱۳۳ نفر جمعیت دارد.